# Liste der Bodendenkmäler im Kreis Recklinghausen

Kreis Recklinghausen

Die Liste der Bodendenkmäler im Kreis Recklinghausen umfasst:
- Liste der Bodendenkmäler in Castrop-Rauxel
- Liste der Bodendenkmäler in Datteln
- Liste der Bodendenkmäler in Dorsten
- Liste der Bodendenkmäler in Gladbeck (keine Bodendenkmäler)
- Liste der Bodendenkmäler in Haltern am See
- Liste der Bodendenkmäler in Herten
- Liste der Bodendenkmäler in Marl
- Liste der Bodendenkmäler in Oer-Erkenschwick
- Liste der Bodendenkmäler in Recklinghausen
- Liste der Bodendenkmäler in Waltrop (keine Bodendenkmäler)